# Seychelská kuchyně

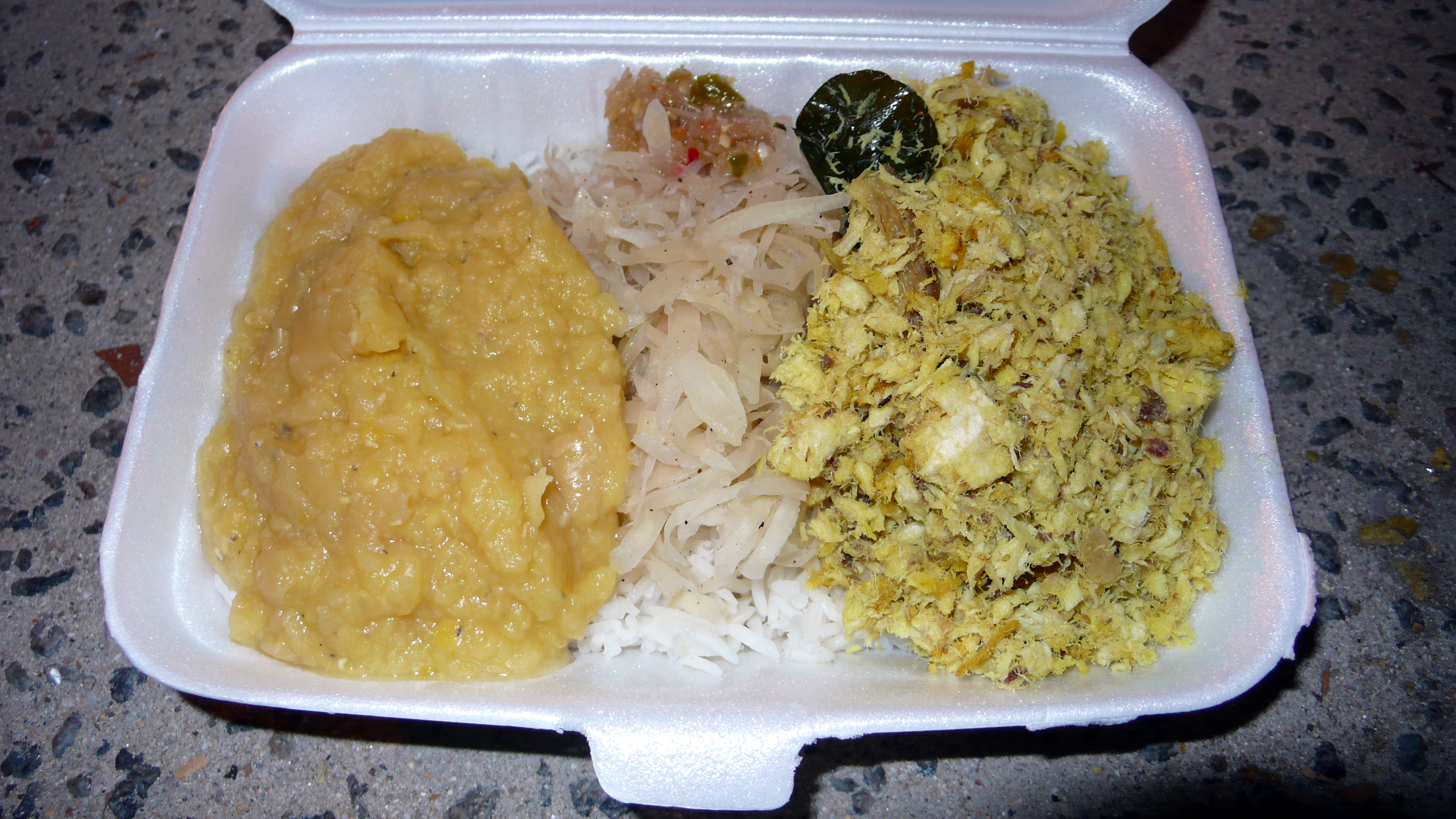
Žralolčí čatní (vpravo), podávané na seychelském ostrově Mahé

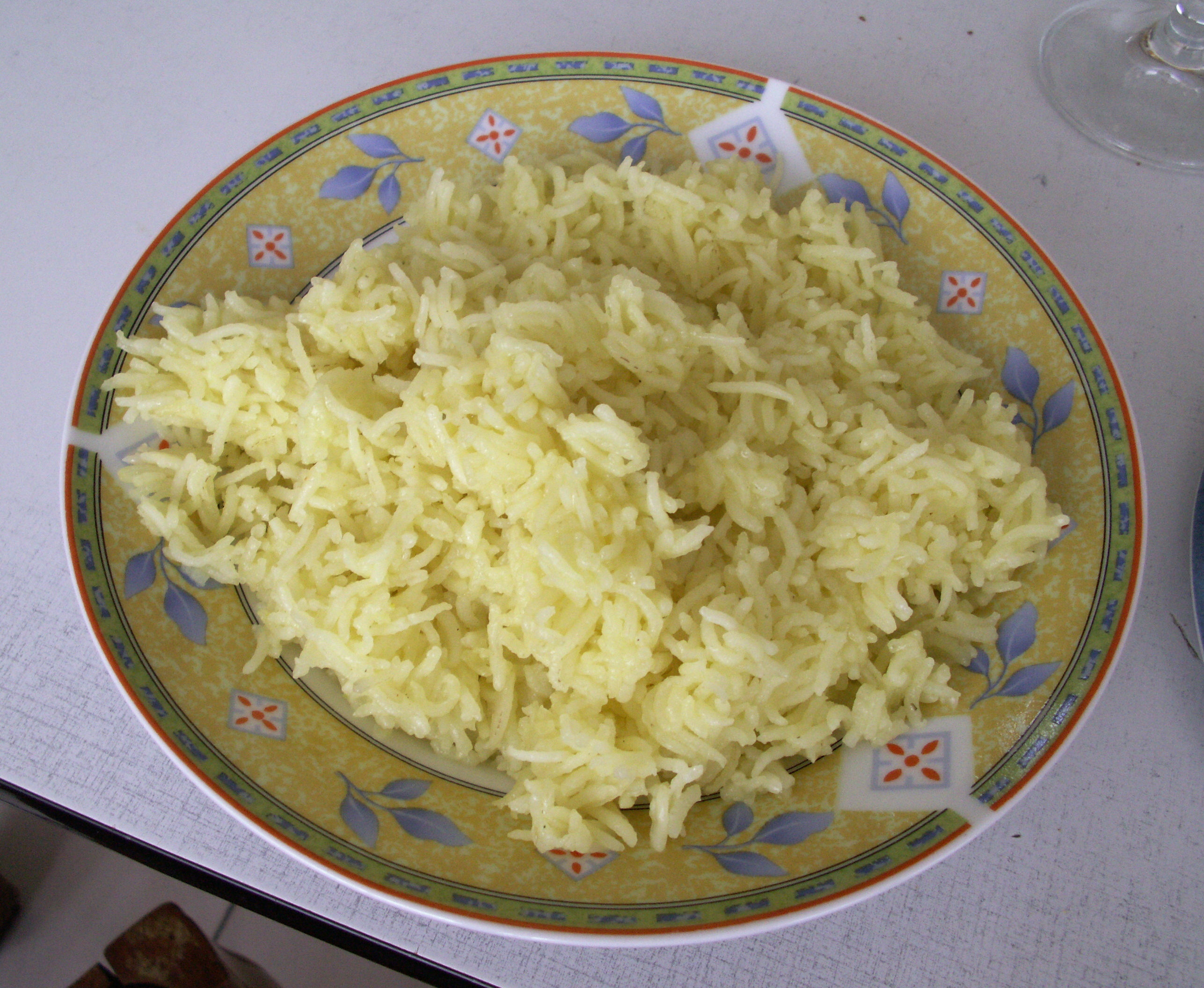
Šafránová rýže

Seychelská kuchyně byla ovlivněna africkou, britskou, francouzskou, indickou a čínskou kuchyní. Hojně se v ní používají ryby, jelikož Seychely se skládají ze 115 ostrovů. Z koření se používá zázvor, citronová kůra, koriandr a tamarind. Dále se používá rýže, mořské plody, kokos, chlebovník, mango, kuřecí maso, zelenina, luštěniny nebo netopýří maso.
V seychelském městě Victoria je jedna z největších továren na zpracování tuňáčího masa.

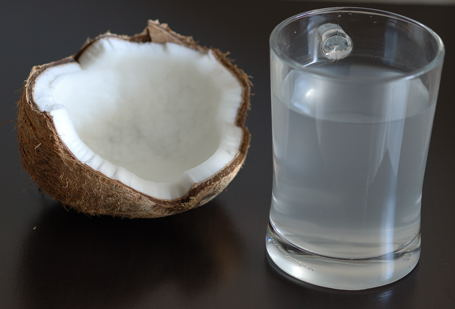
Kokosová voda

## Příklady seychelských pokrmů
- Kuřecí kari
- Kokosové kari
- Netopýří kari (Kari Sousouri), kari z netopýřího masa[3]
- Šafránová rýže
- Ladob, tradiční zákusek z plantainů, batátů, který se poté vaří v omáčce z cukru a kokosového mléka ochucené muškátovým oříškem
- Žraločí čatní (Shark chutney), čatní ze žraločího masa, které je smícháno s ovocnými šťávami, kořením a cibulí
- Bouyon bred, špenátová polévka[2]

## Příklady seychelských nápojů
- Kokosová voda
- Ovocné šťávy
- Calou, palmové víno
- Rum